# Tschugg
Tschugg – gmina (niem. Einwohnergemeinde) w Szwajcarii, w kantonie Berno, w regionie administracyjnym Seeland, w okręgu Seeland.

## Demografia
W Tschugg mieszka 470 osób. W 2020 roku 20% populacji gminy stanowiły osoby urodzone poza Szwajcarią.